# Myrmarachne rhopalota
Myrmarachne rhopalota är en spindelart som först beskrevs av Tord Tamerlan Teodor Thorell 1895.  Myrmarachne rhopalota ingår i släktet Myrmarachne och familjen hoppspindlar. Inga underarter finns listade i Catalogue of Life.